# Roques Pelades
Roques Pelades és una serra o serrat que separa els termes municipals de Salàs de Pallars (nord) i Talarn (sud), tots dos del Pallars Jussà.
Es tracta d'una carena situada entre els cims de la Tossa, de 887,4 m. alt., al nord-oest, i de Roca Tosa, de 770,6, al sud-est. El tram central està format per un conjunt de roques que dona nom al serrat.
Una línia d'alta tensió travessa justament la carena pel lloc de les roques pelades.